# Oratorium (zespół muzyczny)
Oratorium – dziecięco-młodzieżowy zespół wokalno-instrumentalny wykonujący piosenki o tematyce religijnej.
Jest jednym z najstarszych zespołów współczesnej muzyki religijnej w Polsce, działającym nieprzerwanie do chwili obecnej, prowadząc działalność ewangelizacyjną w parafiach na terenie Polski i poza jej granicami.
Siedzibą zespołu jest Ośrodek Muzyczny w Augustowie koło Radomia, będący ich miejscem pracy, modlitwy i rekreacji.

## Historia
10 września 1975 roku ks. Lech Gralak założył na bazie scholi parafialnej dziecięcy zespół wokalno-instrumentalny, którego do chwili obecnej jest kierownikiem.
Kilka lat później zespół Oratorium stał się jednym z najbardziej popularnych zespołów, wykonujących muzykę religijną, zaliczaną do gatunku „Ewangelia w piosence", do czego przyczyniły się udziały w festiwalach diecezjalnych, ogólnopolskich, a z biegiem czasu polonijnych. Od 1986 roku zespół Oratorium odbył podróże ewangelizacyjne do parafii w Australii, Belgii, Białorusi, Francji, Kanadzie, Litwie, Niemczech, Stanach Zjednoczonych, Włoszech i Ukrainie.
Zespół wziął udział we mszy św. celebrowanej przez papieża Jana Pawła II w Castel Gandolfo w sierpniu 1986 roku.
W czerwcu 2000 roku zespół otrzymał Złoty Mikrofon od austriackiej firmy AKG za wybitne osiągnięcia w dziedzinie krzewienia muzyki sakralnej.

## Muzycy związani z zespołem
- Roman Bilski
- Tomasz Filipczak
- Janusz Górski
- Wojciech Hartman
- Krzysztof Herdzin

- Grzegorz Lalek
- Dariusz Lubański
- Marcin Murawski
- Marek Niedziełko
- Piotr Pietrzak
- Marek Podkowa

- Grzegorz Poliszak
- Sebastian Sołdrzyński
- Zbigniew Stelmasiak
- Adam Szewczyk
- Andrzej Wartyni

## Dyskografia

### Kasety
| * Nagrania zespołu Oratorium cz. 1 (1977) 1. Refleksje pielgrzyma 2. Ballada o Mateuszu – celniku 3. Bóg dobry jest 4. By być jak Jezus 5. Dlaczego mnie nie chciałaś mamo 6. Gdy serce twoje 7. Gdyby Pan 8. Jezus Chrystus, Król 9. Jezus jest tu 10. Jezus jest mym Przyjacielem 11. Kobierzec Maryjny 12. Matka 13. Miłością żyć 14. Miłuję Jezusa * Nagrania zespołu Oratorium cz. 2 (1979) 1. Prawda o krzyżu 2. Modlitwa Bonawentury 3. Myślę o Tobie 4. Niebieska Panienko 5. O Madonno 6. Pieśń ślubna 7. Pieśń o kochającym Chrystusie 8. Pieśń o prawdziwej radości 9. Pieśń wieczorna 10. Powędruj 11. Preces 12. Przyjdźcie do Mnie * Nagrania zespołu Oratorium cz. 3 (1981) 1. Za współbraci 2. Tam, gdzie cisza, tam jest Bóg 3. Wieczernik 4. Wróć do Pana 5. Kapliczka 6. Matko wspomóż 7. Tylko Bóg – Ps. 62 8. O Maryjo 9. Co przyniosę Tobie Matko 10. Czarna Madonna * Nagrania zespołu Oratorium cz. 4 (1983) 1. Hymn o miłości 2. Idę do Matki 3. Jak dwoje przyjaciół 4. Jest wiele matek 5. Maryjo przed Twym obliczem 6. Matko Pokoju 7. O Czarna Pani 8. Ostatnia nadzieja w Maryi 9. Pij ten kielich 10. Pieśń nadziei 11. Spójrz Maryjo 12. Boże, coś Polskę * Nagrania zespołu Oratorium cz. 5 (1985) 1. Czarnej Pani w hołdzie 2. Popatrz Matko 3. Matko nasza dzieci Twoje 4. Maryjo, ufam Tobie 5. Panno Pszeniczna 6. Czekam na Ciebie 7. O niewysłowione 8. To jest cudowna wieść 9. O Panie, Tyś moim Pasterzem 10. Wszyscy ludzie wybaczcie sobie 11. Szukam twarzy 12. Wróć raz jeszcze 13. Golgot * Dzieckiem Bożym Jestem Ja (1985) 1. Dzieckiem Bożym 2. Gdy idziemy poprzez świat 3. Stokrotka 4. Ty mi Boże wystarczysz 5. Choć jestem nieduży 6. Radośnie żyć na świecie 7. Kto stworzył świat 8. Ojcze Święty prowadź nas 9. Ziarenko do ziarenka 10. Kiedy niosę Tobie w darze 11. Kochana Matko 12. Pan Jezus także Matkę miał 13. Piosenka o Świętym Stanisławie 14. Śpiewaj hosanna * Nagrania zespołu Oratorium cz. 6 (1986) 1. Więc powiedz mi 2. Oddajcie nam Boga 3. Zwycięstwo wieczne Ty dajesz 4. Modlitwa Arcykapłańska 5. Mój Bóg 6. Przebaczenia czas 7. W drodze do Matki 8. Maryjo, Śliczna Pani 9. Jedno morze 10. W Tobie Matko * Nagrania zespołu Oratorium cz. 7 (1987) 1. Być bliżej Ciebie chcę 2. Ojcze, jeśli możliwe 3. Jaki dobry jest Bóg 4. Kochać, to znaczy powstawać 5. O Panie szukasz dzieci 6. Chwyć Boga dłoń 7. Przychodzę z daleka 8. Chrystusa Pana 9. Tyle już razy 10. Protest 11. Maryjo, Tyś nasza nadzieją 12. Dym jałowca * Nagrania zespołu Oratorium cz. 8 (1988) 1. Dla ciebie wziął krzyż 2. Obojętność 3. Godzien jesteś 4. Bóg dał czas 5. 5. Getsemani 6. Niech będzie chwała 7. Ciągle wybieram 8. Módl się bracie 9. Na skraju wioski 10. Piękna Pani 11. O pełen skarbów 12. Dziś z tęsknotą * Nagrania zespołu Oratorium cz. 9 (1988) 1. Oto jest dzień 2. Daje Ci serce Panie 3. Chociaż góry ustąpią 4. Our Lady 5. Maryja cudne imię 6. Do Emigrantów 7. New hope 8. Sens naszych słów 9. Obudź się 10. Ludzkie szczęście 11. Pytasz mnie * Piosenki Patriotyczno-Religijne cz. X (1989) 1. Pożegnanie Ojczyzny 2. Spójrz Maryjo 3. Nie zdejmę krzyża 4. Ostatnia nadzieja w Maryi 5. Ojczyzno ma 6. Kwiaty polskie 7. Moja Ojczyzno 8. Czerwone maki 9. Walc partyzancki 10. Białe róże 11. Tęskno mi Panie 12. Żeby Polska * Pieśni Maryjne cz. XI (1989) 1. Bądź pozdrowiona 2. W ciszy wzywam Cię 3. Pozdrawiam Ciebie Matko 4. Gdy serce twoje 5. Popatrz Matko 6. Zapada zmrok 7. Wspaniała Matka 8. Matka 9. Matko Pomocy 10. Uczyńcie, co wam mówi Syn 11. O Madonno 12. Gwiazdo Zaranna * Muzyka Ludowa (1989) 1. Zagrajcie nam dzwony 2. Nad wodą siedziała 3. Oj komu, komu 4. Stoi u wody 5. Jestem ja młoda dziewczyna 6. Na wójtowej roli 7. W ciemnym losku 8. Upływa szybko życie 9. Ej przeleciał ptaszek 10. Walczyk lubelski 11. Piosenka czeska 12. W zielonym gaju 13. Jak długo na Wawelu * Oratorium cz. XII (1990) 1. Barka 2. Wierzę 3. Poślij mnie 4. Gdyby Pan 5. Nie mam nic 6. An Ephesian 7. On szczęściem mym 8. Jak Ci dziękować 9. Jezu, Jezu 10. Głoś Imię Pana 11. Za trzydzieści srebrników 12. Zmartwychwstał Pan * Wywyższamy Cię cz. XIII (1991) 1. Wywyższamy Cię 2. Zatrzymaj się na chwilę 3. Pałac poza górami 4. Wspaniały Dawco Miłości 5. Panie, pozostań 6. Sutanna 7. Jezus, Najwyższe Imię 8. Modlitwa o pokój 9. Wróć do Pana 10. Rota * Śpiewaj z nami muzyka rozrywkowa (1991) 1. Dzieci świata 2. Tylko chcieć 3. Płyń 4. Rock and roll 5. Czar ogniska 6. Chodź, chodź 7. Prawdziwych przyjaciół... 8. Wyspa pod księżycem 9. Bando, bando... 10. Powiedz mamo... 11. Hej z góry, z góry 12. Ogniska już dogasa blask * Kolędy (1991) 1. Wśród nocnej ciszy 2. Cicha noc 3. Dzisiaj w Betlejem 4. O gwiazdo Betlejemska 5. Mędrcy świata 6. Anielski chór 7. Świeci gwiazdka 8. Gdy się Chrystus rodzi 9. Gdy śliczna Panna 10. Jezus Malusieńki 11. Lulajże Jezuniu 12. Anioł Pasterzom 13. Do szopy hej pasterze 14. Grudniowe noce * Kolędy (1992) 1. Wśród nocnej ciszy 2. Cicha noc 3. Dzisiaj w Betlejem 4. O gwiazdo Betlejemska 5. Mędrcy świata 6. Anielski chór 7. Świeci gwiazdka 8. Gdy się Chrystus rodzi 9. Gdy śliczna Panna 10. Jezus Malusieńki 11. Lulajże Jezuniu 12. Anioł Pasterzom 13. Do szopy hej pasterze 14. Grudniowe noce * O Panie, Ty Nam Dajesz (1992) 1. O Panie, Ty nam dajesz 2. Przyjdźcie do Mnie wszyscy 3. Jak dwoje przyjaciół 4. Wieczernik 5. Wszyscy ludzie wybaczcie sobie 6. Czarna Madonna 7. Pieśń o kochającym Chrystusie 8. To jest cudowna wieść 9. Pieśń o prawdziwej radości 10. Preces 11. Golgota * Jezus Swoją Matkę Pozostawił (1992) 1. Powędruj 2. Idę do Matki 3. Co przyniosę Tobie Matko 4. Jest wiele matek 5. Matko wspomóż 6. Czarnej Pani w hołdzie 7. Tam, gdzie cisza, tam jest Bóg 8. Wróć raz jeszcze 9. Pieśń nadziei 10. Ballada o Mateuszu Celniku 11. Dlaczego brak miłości 12. Modlitwa Bonawentury * Rozpięty na Ramionach cz. XIV (1993) 1. Rozpięty na ramionach 2. Hymn o miłości 3. Tylko Bóg mi dopomoże 4. Pieśń jedności 5. Króluj nam Matko 6. Trzeba iść 7. Zamieszkałem wśród was 8. Jest na świecie miłość 9. Litania do Boga * Bądźcie Dobrzy Jeśli Potraficie (1994) 1. Ballada o św. Filipie Neri 2. Dzięki Ci Boże 3. Maryjo, śliczna Pani 4. Ty idziesz ze mną 5. W kruszynie chleba 6. W Tobie Matko 7. Serca dwa 8. Posyłam was 9. Do Boga 10. Bądź Królową 11. Come follow me * Nie wrócą te lata muzyka rozrywkowa (1994) 1. We shall over come 2. Nie wiem, dokąd droga 3. Goniąc kormorany 4. Panno piosenko 5. Wróżka czarodziejka 6. Wiązanka rozrywkowa * Temu, który stworzył świat (1995) CZ.I 1. Boża krówka 2. Tobie Jezu 3. Bóg dobry jest 4. Ponieważ wiem, że Jezus 5. By być jak Jezus 6. Jezus Chrystus, Król 7. W drodze do Matki 8. Pan łączy nas 9. Zawsze z Tobą być 10. Przyjdź Jezuniu 11. Dlaczego mnie nie chciałaś mamo 12. Kocham Ciebie Jezu 13. Bóg kocha mnie 14. Wznoszę ręce 15. Już lato jest w pełni 16. Pójdę za Tobą CZ.II 1. Nie umiem dziękować 2. Gdy Pan Jezus był malutki 3. Na skraju wioski 4. Jezus kocha takie dzieci 5. Do Emigrantów 6. W ciszy wzywam Cię 7. I just came to praise the Lord 8. Ofiaruję Ci 9. Jesteś radością mojego życia 10. Wywyższam Cię 11. Pytasz mnie 12. Modlitwa obozowa * Panie Przyjdź (1997) 1. Nim świt – (sł.: ks. Zbigniew Łebka, stara irlandzka pieśń ludowa) 2. Hymn o krzyżu – (sł.: ks. Jerzy Szymik, muz.: Witold Wolny) 3. Zwycięstwo wieczne – (autor nieznany) 4. Głos duszy – – (sł. i muz.: ks. Lech Gralak) 5. Ostatnia nadzieja w Maryi – (sł. i muz.: ks. Lech Gralak) 6. Matka Boska Siewna – – (sł. i muz.: ks. Lech Gralak) 7. Maryjo, Tyś naszą nadzieją – – (sł. i muz.: ks. Lech Gralak) 8. Ja jestem drogą – (autor nieznany) 9. Czymże ja jestem – (sł.: Melania Burzyńska, muz.: Janusz Górski) 10. Chodziłeś Panie – (sł. i muz.: A. i S. Kiełbowicz) 11. To jest cudowna wieść – (autor nieznany) 12. Gdyby Pan – (sł. i muz.: ks. Lech Gralak) 13. Do Emigrantów – (sł. i muz.: ks. Lech Gralak) 14. Za to, że tak mało kocham – (autor nieznany) 15. Przebaczenia czas – (sł. i muz.: ks. Lech Gralak) * Daj mi znak (1997) 1. Daj mi znak 2. Za to, że tak mało kocham 3. Modlitwa 4. Przebaczenia czas 5. Maryjo, Tyś nasza nadzieją 6. Chodziłem w grzechu 7. Niepokalana 8. Nie zabieraj mi wiosny 9. Chodziłeś Panie 10. Niech będzie miłość * To wszystko Ty (1998) 1. To wszystko Ty 2. Litania do Matki 3. Świętemu Bogu 4. Podaruj mi Panie 5. O Matko, u stóp Twoich 6. O Czarna Pani 7. Godzien, o godzien 8. Ty jesteś Panie 9. Odpowiedz mi 10. Dzięki Ci 11. Śpiewać miłość * Panie ratuj świat (2001) 1. Panie ratuj świat – (autor nieznany) 2. Sens naszych słów – (sł. i muz.: K. Żak – Rzuciło) 3. Zbliża się do nas – (sł. i muz.: B. Szlęzak) 4. Spójrz na nasze dary – (autor nieznany) 5. Panno Pszeniczna – (sł. i muz.: Marek Dutkiewicz, muz.: Katarzyna Gärtner) 6. Ogród Oliwny – (sł. i muz.: Z. Jasnota) 7. Daj wzrok – (autor nieznany) 8. Spójrz Maryjo – (sł. i muz.: ks. Lech Gralak) 9. Syn mój nie umarł – (autor nieznany) 10. Pieśń o Matce – (autor nieznany) 11. Patrzę Matko przez łzy – (sł. i muz.: Alicja Gołaszewska) 12. Tyle już razy – (autor nieznany) 13. Chwalcie Pana – (autor nieznany) 14. Święty Franciszku – (sł.: ks. Jan Twardowski, muz.: Janusz Górski) 15. Dzięki Ci Boże – (sł.: E. Michalska, muz.: Janusz Górski) 16. Trzeba iść – (autor nieznany) * Tobie Chwała (2003) 1. Tobie chwała 2. Przeogromna ziemio 3. Dym jałowca 4. Jedno spotkanie 5. Więc powiedz mi 6. Matko Boga i człowieka 7. Nie opuszczaj nigdy Boga 8. Kochasz mnie 9. Za chwilę przyjdzie Pan 10. Modlitwa w zwątpieniu 11. Panu śpiewaj, Pana chwal * Ty zawsze jesteś (2004) 1. Niech zabrzmi pieśń 2. Ręce 3. Modlitwa Nawróconego 4. Krew i miłość 5. Modlitwa ślubna 6. Chwalcie Pana 7. Zmartwychwstał Pan 8. Cudownych rodziców mam 9. Dziękujmy Jezusowi 10. Twoja Matka |

### Płyty kompaktowe
Płyty kompaktowe zespołu wokalno-instrumentalnego Oratorium (od pierwszej do dziesiątej) nagrane i wydane zostały w latach 1988–2003. Zawierają muzykę o charakterze religijnym, patriotyczno-religijnym, ludowym i rozrywkowym.
W latach 2004–2007 powstało kolejnych sześć płyt, do których podkłady muzyczne stworzyli muzycy z grona najlepszych w Polsce. Wokale nałożyły pokolenia: czwarte, piąte oraz siódme a także gościnnie członkinie zespołu z lat 90.
W 2006 roku powstała pierwsza płyta z utworami w języku angielskim, Lead Me Lord.
| * Wywyższamy Cię (1992) 1. Wywyższamy Cię – (sł.: według Psalmu 145. Barbara Frysz, muz.: Wiesław Świderski) 2. Tylko Bóg – (sł. muz.: ks. Lech Gralak) 3. Zatrzymaj się na chwilę – (sł. i muz.: Zofia Jasnota) 4. Pałac poza górami – (autor nieznany) 5. Wspaniały Dawco Miłości – (autor nieznany) 6. Powędruj – (sł. i muz.: ks. Lech Gralak) 7. Idę do Matki – (sł. i muz.: ks. Lech Gralak) 8. Co przyniosę Tobie Matko – (sł. i muz.: ks. Lech Gralak) 9. Jest wiele matek – (sł. i muz.: ks. Lech Gralak) 10. Matko wspomóż – (sł. i muz.: ks. Lech Gralak) 11. Matka – (sł.: ks. Zbigniew Iwański, muz.: ks. Lech Gralak) 12. Tam gdzie cisza, tam jest Bóg – (sł. i muz.: ks. Lech Gralak) 13. Wróć jeszcze raz – (sł. i muz.: ks. Lech Gralak) 14. Pieśń nadziei – (sł. i muz.: ks. Lech Gralak) 15. Ballada o Mateuszu Celniku – (sł. i muz.: ks. Lech Gralak) 16. Panie pozostań – (sł.: ks. Stanisław Szmidt, muz.: Domenico Machetta) 17. Sutanna – (autor nieznany) 18. Jezus, Najwyższe Imię – (sł. i muz.: Naida Nearn) 19. Modlitwa o pokój – (sł.: Mirosława Hanusiewicz, muz.: Norbert Blacha) 20. Wróć do Pana – (sł. i muz.: Grażyna Pietras) 21. Rota – (sł.: Maria Konopnicka, muz.: Feliks Nowowiejski) * Temu, który stworzył świat (1995) Nagrań dokonano w studio zespołu "Oratorium" w latach 1991/94, oraz pozostałe w 1994/95. 1. Boża krówka – (sł. i muz.: ks. Wiesław Kądziela) 2. Jezus kocha takie dzieci – (autor nieznany) 3. Tobie Jezu – (autor nieznany) 4. Bóg dobry jest – (autor nieznany) 5. Ponieważ wiem, że Jezus kocha mnie – (autor nieznany) 6. Gdy Pan Jezus był malutki – (autor nieznany) 7. Ofiaruję Ci – (autor nieznany) 8. By być jak Jezus – (autor nieznany) 9. Jezus Chrystus Król – (sł. i muz.: ks. Lech Gralak) 10. Nie umiem dziękować – (autor nieznany) 11. W drodze do Matki – (sł.: ks. Marek Porczyński, muz.: ks. Lech Gralak) 12. Pan łączy nas – (autor nieznany) 13. Zawsze z Tobą być – (autor nieznany) 14. Jesteś radością mojego życia – (autor nieznany) 15. Przyjdź Jezuniu – (autor nieznany) 16. Dlaczego mnie nie chciałaś mamo – (sł. i muz.: ks. Stanisław Bujnowski) 17. Kocham Ciebie Jezu – (autor nieznany) 18. Bóg kocha mnie – (autor nieznany) 19. Wznoszę ręce – (autor nieznany) 20. Już lato jest w pełni – (sł.: Bronisław Pietrak, muz.: Janusz Górski) 21. Pójdę za Tobą – (autor nieznany) 22. Wywyższam Cię – (autor nieznany) * Chwalmy Go (1997) 1. Przystąpmy, chwalmy Go – (sł. i muz.: P. Morgan) 2. Dym jałowca – (autor nieznany) 3. Modlitwa Arcykapłańska – (autor nieznany) 4. Do Boga – (sł.: Bronisław Pietrak, muz.: Janusz Górski) 5. Litania do Boga – (sł. i muz.: ks. Lech Gralak) 6. Wszyscy ludzie wybaczcie sobie – (sł.: Adam Macdoński, muz.: Jolanta Kopaczewska) 7. Daj mi znak – (sł. i muz.: Janusz Górski) 8. Pytasz mnie – (sł. i muz.: Andrzej Rosiewicz) 9. Nie zabieraj mi wiosny – (autor nieznany) 10. Niech będzie miłość – (autor nieznany) 11. Jesteś tuż obok mnie – (sł. i muz.: Alicja Gołaszewska) 12. Niepokalana – (sł.: Stanisław Paleczny, muz.: Janusz Górski) 13. Na skraju wioski – (z rep. zespołu "Filipinki") 14. Modlitwa – (autor nieznany) 15. Chodziłem w grzechu – (autor nieznany) * Panie Przyjdź (1997) Nagrań dokonano w studio zespołu "Oratorium" w latach 1991/92 (6,9,11), oraz pozostałe w 1995/1997. 1. Nim świat – (sł.: Z. Łebka, stara irlandzka pieśń ludowa) 2. Hymn o krzyżu – (sł.: ks. Jerzy Szymik, muz.: ks. Witold Wolny) 3. Zwycięstwo wieczne – (autor nieznany) 4. Głos duszy – (sł.:J. Wożnicki, muz.: Adolf Adam) 5. Ostatnia nadzieja w Maryi – (sł. i muz.: ks. Lech Gralak) 6. Matka Boska Siewna – (sł.: Józef Skura, muz.: Janusz Górski) 7. Maryja, Tyś naszą nadzieją – (sł. i muz.: Alicja Gołaszewska) 8. Ja jestem drogą – (autor nieznany) 9. Czymże ja jestem – (sł.: Melania Burzyńska, muz.: Janusz Górski) 10. Chodziłeś Panie – (sł. i muz.: A. i J. Kiełbowicz) 11. To jest cudowna wieść – (autor nieznany) 12. Gdyby Pan – (sł. i muz.: ks. Lech Gralak) 13. Do Emigrantów – (sł. i muz.: ks. Lech Gralak) 14. Za to, że tak mało kocham – (autor nieznany) 15. Przebaczenia czas – (sł. i muz.: ks. Lech Gralak) * Kolędy (1998) 1. Silent Night 2. Nie płacz już Dziecino – (sł. i muz.: ks. Lech Gralak) 3. Gdy się Chrystus rodzi 4. Pójdźmy wszyscy do stajenki 5. Wśród nocnej ciszy 6. Lulajże Jezuniu 7. Raduj się dzisiaj – (sł.: A. Zachner, muz.: P. Kałużny) 8. Jezus Malusieńki 9. Bosy Pastuszek 10. Zaśnij Dziecino 11. Dzisiaj w Betlejem 12. Świeci gwiazdka 13. Anioł pasterzom mówił 14. Gdy śliczna Panna 15. Mędrcy świata 16. Nie było miejsca 17. Być tam, gdzie Ty – (sł.: A. Zachner, muz.: L. Morena) 18. Do szopy hej pasterze 19. Nowy Rok bieży 20. Anielski chór 21. Lulaj Go Matko – (sł.: A. Zachner, muz.: L. Morena) 22. Płonie gwiazda 23. Hej kolęda * Króluj nam Matko (1998) 1. Króluj nam Matko – (sł. i muz.: ks. Lech Gralak) 2. Śpiewać miłość – (autor nieznany) 3. Podaruj mi Panie – (sł. i muz. Alicja Gołaszewska) 4. Świętemu Bogu – (sł. i muz.: H. Smith) 5. Thank You Lord – (autor nieznany) 6. Ty jesteś Panie – (sł. i muz.: ks. Lech Gralak) 7. Królowa Jasnej Góry – (sł.: S. Binioszek, muz.: ks. Witold Wolny) 8. Wieczernik – (sł. i muz.: ks. Lech Gralak) 9. Pieśń jedności – (sł.: ks. Witold Wolny i ks. J. Szymik, muz.: ks. Witold Wolny) 10. O Maryjo – (sł. i muz.: ks. Lech Gralak) 11. Modlitwa Bonawentury – (sł.: J. Romocki, muz.: ks. Lech Gralak) 12. Odpowiedz mi – (sł. i muz.: J. Pysno) 13. Litania do Matki – (sł. i muz.: ks. Lech Gralak) 14. Godzien, o godzien – (sł.: autor nieznany, muz.: M. Kinzer) 15. O Czarna Pani – (sł. i muz.: Alicja Gołaszewska) 16. Głosem Twoim – (autor nieznany) 17. O Matko, u stóp Twoich – (sł.: autor nieznany, muz.: R. Jef) 18. To wszystko Ty – (sł. i muz.: ks. Lech Gralak) * Panie ratuj świat (1998) 1. Panie ratuj świat – (autor nieznany) 2. Sens naszych słów – (sł. i muz.: K. Żak – Rzuciło) 3. Zbliża się do nas – (sł. i muz.: B. Szlęzak) 4. Spójrz na nasze dary – (autor nieznany) 5. Panno Pszeniczna – (sł. i muz. M. Dutkiewicz, muz.: K. Gärtner) 6. Ogród Oliwny – (sł. i muz.: Z. Jasnota) 7. Daj wzrok – (autor nieznany) 8. Spójrz Maryjo – (sł. i muz.: ks. Lech Gralak) 9. Syn mój nie umarł – (autor nieznany) 10. Pieśń o Matce – (autor nieznany) 11. Patrzę Matko przez łzy – (sł. i muz.: Alicja Gołaszewska) 12. Tyle już razy – (autor nieznany) 13. Chwalcie Pana – (autor nieznany) 14. Święty Franciszku – (sł.: ks. Jan Twardowski, muz.: Janusz Górski) 15. Dzięki Ci Boże – (sł.: E. Michalska, muz.: Janusz Górski) 16. Trzeba iść – (autor nieznany) * Pieśni Patriotyczno-Religijne (2002) 1. Pożegnanie Ojczyzny – (sł.: H. Szymulska, muz.: M.K. Ogiński) 2. Spójrz Maryjo – (sł. i muz.: ks. Lech Gralak) 3. Kwiaty polskie – (sł. i muz.: s. Magdalena Nazaretanka) 4. Pytasz mnie – (sł. i muz.: Andrzej Rosiewicz) 5. Tęskno mi Panie – (sł.: C.K.Norwid, muz.: J. Dobrosielska) 6. Modlitwa obozowa – (sł. i muz.: A. Kowalski) 7. Nie zdejmę krzyża – (autor nieznany) 8. Modlitwa o pokój – (autor nieznany) 9. Ojczyzno ma – (autor nieznany) 10. Ostatnia nadzieja w Maryi – (sł. i muz.: ks. Lech Gralak) 11. Walc partyzancki – (autor nieznany) 12. Czerwone maki – (sł.: F. Konarski, muz.: A. Schultz) 13. Modlitwa Bonawentury – (sł.: J. Romocki, muz.: ks. Lech Gralak) 14. Moja Ojczyzno – (autor nieznany) 15. Rota – (sł.: Maria Konopnicka, muz.: F. Nowowiejski) 16. Do Emigrantów – (sł. i muz.: ks. Lech Gralak) 17. Żeby Polska – (sł.: Jan Pietrzak, muz.: Włodzimierz Korcz) * Dzieci świata (2003) 1. Dzieci świata – (muz.: M. Jackson, L. Richie) 2. Prawdziwych przyjaciół – (sł.: P. Łosowski, muz.: A. Żalski) 3. Chodź, chodź – (autor nieznany) 4. Czar ogniska – (sł. autor nieznany, muz.: Z. Piasecki) 5. Wiązanka ludowa – (mel. ludowe) 6. Powiedz mamo – (autor nieznany) 7. Tylko chcieć – (sł.: J.W. Fiwek, muz.: Z. Piasecki) 8. Płyń w marzeń dal – (sł. i muz.: K. Piechota) 9. Nie wiem dokąd droga – (autor nieznany) 10. Piosenka czeska – (autor nieznany) 11. Żeglarski rock and roll – (sł. i muz.: A. Korycki) 12. Panno piosenko – (sł. i muz.: H. Perzyński) 13. Oj komu, komu – (mel. ludowa) 14. Wyspa pod księżycem – (autor nieznany) 15. Ogniska już dogasa blask – (autor nieznany) 16. Goniąc kormorany – (sł.: A. Tyczyński, muz.: J. Woy-Wojciechowski) 17. Bando, bando – (autor nieznany) 18. Jestem ja młoda dziewczyna – (autor nieznany) 19. Wróżka czarodziejka – (autor nieznany) 20. Jak długo na Wawelu – (mel. ludowa) 21. Hej z góry, z góry – (mel. ludowa) 22. Upływa szybko życie – (sł. i muz.: F. Leśniak) * Tobie chwała (2003) 1. Tobie chwała – (autor nieznany) 2. Przeogromna ziemio – (autor nieznany) 3. Pieśń o prawdziwej radości – (sł. i muz.: ks. Lech Gralak) 4. Kochasz mnie – (sł.: ks. Lech Gralak, muz.: Krzysztof Herdzin) 5. Modlitwa nawróconego – (sł. i muz.: ks. Lech Gralak) 6. Więc powiedz mi – (sł. i muz.: ks. Lech Gralak) 7. W kruszynie chleba – (autor nieznany) 8. Modlitwa o zwątpieniu – (sł.: ks. Lech Gralak, muz.: Krzysztof Herdzin) 9. Hymn o miłości – (sł. i muz.: ks. Lech Gralak) 10. Nie opuszczaj nigdy Boga – (sł.: ks. Lech Gralak, muz.: Adam Szewczyk) 11. Czarnej Pani w hołdzie – (sł. i muz.: ks. Lech Gralak) 12. Jedno spotkanie – (sł.: ks. Lech Gralak, muz.: Adam Szewczyk) 13. Czarna Madonna – (sł. i muz.: Alicja Gołaszewska) 14. Matko Boga i człowieka – (sł. i muz.: ks. Lech Gralak) 15. Za chwilę przyjdzie Pan – (autor nieznany) 16. Panu śpiewaj, Pana chwal – (autor nieznany) * Mieszkam wciąż wśród nas (2004) 1. Krew i miłość – (autor nieznany) 2. Zamieszkałem wśród was – (autor nieznany) 3. Niech zabrzmi pieśń – (sł. i muz.: Renata Ślosarczyk) 4. Jest na świecie miłość – (sł.: Jowita Karnas, muz.: Karol Urbanek) 5. Serca dwa – (sł. i muz.: ks. Lech Gralak) 6. Dziękujmy Jezusowi – (autor nieznany) 7. Come follow me – (sł. i muz.: Steve Croskey) 8. Ręce – (sł.: Ks. Jan Twardowski, muz.: Zbigniew Bidziński) 9. Bóg dał czas – (autor nieznany) 10. Modlitwa ślubna – (sł. i muz.: ks. Lech Gralak) 11. Cudownych rodziców mam – (z rep. Urszuli Sipińskiej) 12. Ty idziesz za mną – (sł.: Julian Wołoszynowski, muz.: Janusz Górski) 13. Zmartwychwstał Pan – (autor nieznany) 14. W ciszy wzywam Cię – (autor nieznany) 15. Dziś z tęsknotą – (sł. i muz.: ks. Lech Gralak) 16. Twoja Matka – (sł. i muz.: ks. Lech Gralak) * W zadumie przed Panem (2004) Nagrań dokonano w studio zespołu "Oratorium" w latach 1994/95, oraz pozostałe w 2004. 1. W zadumie przed Panem – (sł.: ks. Lech Gralak, muz.: Adam Szewczyk) 2. Zobacz – (sł.:Jarosław Engler, muz.: Wojciech Kusiak i Ryszard Kozłowski) 3. Tylko Bóg mi dopomoże, Psalm 120 – (tłum. ks. S. Ziemiański, muz.: autor nieznany) 4. To mnie nie było – (sł.: Justyna Holm, muz.: Zbigniew Stelmasiak) 5. Bądź Królową – (sł.: Barbara Wikalińska, muz.: Witold Wolny) 6. Ballada o św. Filipie Neri – (sł. i muz.: ks. Lech Gralak) 7. Za trzydzieści srebrników – (autor nieznany) 8. Posyłam was – (autor nieznany) 9. Rozpięty na ramionach – (autor nieznany) 10. O pomstę wołanie, Psalm 94 – (na podst. tekstu Pisma Świętego: ks. Lech Gralak, muz.: K. Herdzin) 11. Przyjdzie taki czas – (sł.: ks. Lech Gralak, muz.: Roman Bilski) 12. Preces – (sł.: Grazyna Rejterada, muz.: Lech Gralak) 13. Kocham Matko – (autor nieznany) * On ciągle czeka 1. Odeszli – (sł.: ks. Jan Twardowski) 2. Mimo zwątpienia * Ona ukaże Boga (2006) 1. Matka Jezusa 2. Jedno morze 3. Gwiazdo zaranna 4. Jesteś tuż obok mnie 5. Głos duszy 6. Jedno spotkanie 7. Syn mój nie umarł 8. Niepokalana 9. Twoja Matka 10. O pełen skarbów 11. Jest na świecie miłość 12. Króluj nam Matko 13. Matko wspomóż 14. Ave Maryja 15. Maryjo, Tyś naszą nadzieją 16. Czy pamiętasz 17. Maryjo, śliczna Pani * Lead Me Lord (2006) 1. Lead Me Lord 2. Bread, Blessed and Broken 3. Thank You Lord 4. Amazing Grace 5. I have Loved You 6. Lord, When You Came To the Seashore 7. You Are Mine 8. Jesus Name Above The All Names 9. Exalt Thee 10. I Will Bless 11. Come On And Celebrate 12. We Remember 13. A Ephesian * To były piękne dni (2006) 1. To był świat – intro 2. Cała sala śpiewa z nami 3. Jadą wozy kolorowe 4. Są takie dni tygodnia 5. Wiązanka amerykańska 6. Cudownych rodziców mam 7. O gwiazdo miłości 8. To mnie nie było 9. Kocha się raz 10. Wymyśliłam cię 11. Wiązanka rozrywkowa 12. Chce wyjechać na wieś 13. Młodością silni 14. To były piękne dni * Jego miłość trwa (2008) 1. Jego miłość 2. I Have Loved You 3. Los człowieczy 4. Matka Jezusa 5. Wszystko, co dawne 6. Glory to God 7. Nie mam nic 8. I come with Joy 9. Co tobie zostało 10. Gwiazdo zaranna 11. Ave Maryja – Caccini 12. Zmiłuj się wieczny 13. Święty Pan Bóg Zastępów 14. Który gładzisz grzechy świata 15. Ave Maryja – Schubert |